# زوئی کلسنس
زوئی کلسنس (انگلیسی: Zoé Claessens؛ زادهٔ ۲۸ آوریل ۲۰۰۱) دوچرخه‌سوار بی‌ام‌اکس زن اهل سوئیس است.
وی در مسابقات کشوری و بین‌المللی در مجموع برندهٔ ۵ مدال طلا، ۵ مدال نقره، ۲ مدال برنز شده است.